# Abravea
Abravea ou Abravia era, em 1747, uma aldeia portuguesa da freguesia de Santo André de Poiares. No secular estava subordinada à Comarca de Coimbra, e no eclesiástico ao Bispado da mesma cidade, pertencendo à Província da Beira. Estará na origem da atual povoação de nome Póvoa da Abraveia.